# Oliver Palotai
Oliver Palotai (Sindelfingen, 17 marzo 1974) è un tastierista tedesco, noto principalmente per la sua militanza nei Kamelot.

## Biografia
Ha cominciato la sua carriera nel 2001 suonando la tastiera e la chitarra per i Doro. Tra il 2003 e il 2004 è stato il tastierista dei Circle II Circle, gruppo dell'ex cantante dei Savatage Zak Stevens.
Nel 2005 ha preso parte con i Kamelot al tour mondiale dell'album The Black Halo. In seguito alle sue ottime performance sul palco, alla fine del tour è stato inserito all'interno del gruppo come membro permanente. È inoltre il marito di Simone Simons, cantante del gruppo symphonic metal Epica, dalla quale ha avuto il figlio Vincent G. Palotai, nato il 2 ottobre 2013.

## Discografia

### Con i Doro
- 2002 – Fight
- 2006 – Warrior Soul

### Circle II Circle
- 2005 – The Middle of Nowhere

### Con i Kamelot
- 2007 – Ghost Opera
- 2010 – Poetry for the Poisoned
- 2012 – Silverthorn
- 2015 – Haven
- 2018 – The Shadow Theory